# 胡安一世 (阿拉貢)

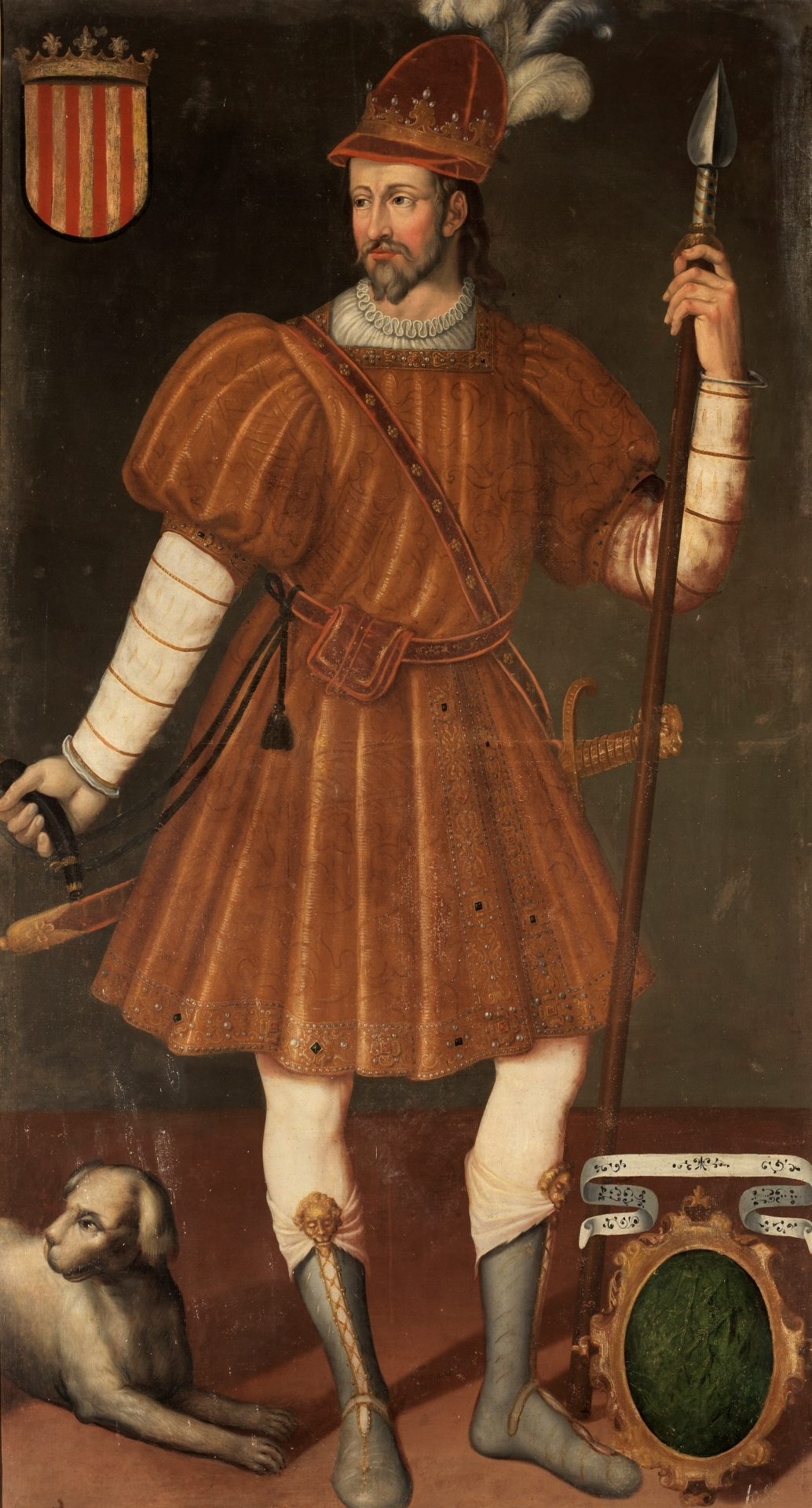
阿拉貢國王胡安一世（1350-1396）的假想肖像，他是阿拉貢的國王佩德羅四世和西西里的埃莉諾的兒子。

胡安一世（1350年12月27日—1396年5月19日），時人稱為被遺棄的，後世稱為獵人或優雅的情人。阿拉貢國王（1388年－1396年在位）。

## 生平
胡安一世是佩德羅四世與第三任妻子西西里國王皮特羅二世的女兒艾蕾諾拉所生的長子。胡安一世出生在佩皮尼昂，是當時屬於阿拉貢聯合王國內加泰隆尼亞公國領土的魯西永首府。胡安一世是一位有品格的人，尤其喜歡詩歌。他是親法分子，並且違背父親的願望（父親曾經要求他迎娶一名西西里王國公主）與巴勒迪克的維奧蘭特結婚。他們的婚姻很愉快，因為國王經常生病，妻子維奧蘭特經常參與政府事務。
胡安一世登上王位後，他放棄了父親相對親英的政策，並與法國結盟。胡安一世繼續阿拉貢在天主教會大分裂的政策支持西方分裂派的對立教宗克萊孟七世。胡安一世還與卡斯蒂利亞結盟，並於1388年與納瓦爾王國簽署了一份固定這些王國之間邊界的條約。
1389至1390年，阿拉貢軍隊與正在企圖征服附庸馬略卡王國泰法的阿馬尼亞克伯爵約翰三世的軍隊作戰。攻擊從恩波達到赫羅納。1390年，侵略者被胡安一世的弟弟馬蒂諾一世指揮的阿拉貢部隊所擊敗。
在1388年至1390年間，胡安一世逐漸失去了希臘的雅典公國和新帕特拉斯公國的所有土地。1391年，胡安一世為阿拉貢王國的不同城市內猶太人頒布立法。同樣在1391年，他的政府面臨諸侯國西西里王國發生的起義，那裡的居民宣布由那不勒斯國王路易二世為國王。
胡安一世是巴塞羅那文化的保護者，他於1393年仿效圖盧茲的同一個理事會，建立巴塞羅那理事會。
阿拉貢自海梅二世統治時期以來一直試圖征服撒丁島，阿拉貢軍隊也逐漸征服了島國的大部分。然而，在1380年代，剩下的獨立公國阿爾博雷亞（Arborea）成為叛亂的橋頭堡，阿拉貢軍隊並被其統治者埃拉諾·德·巴塞拉（Eleanor de Bas-Serra）迅速驅趕出撒丁島。阿拉貢軍隊在胡安一世的統治下繼續試圖鎮壓撒丁島的叛軍並奪回失去的領土。然而，在胡安一世的統治期間，整個撒丁島的統治權實際上都失去了。
胡安一世的統治時期的特徵是財政管理災難。
胡安一世在赫羅納Foixà附近的森林裡狩獵時因墜馬而死亡，就像他同名的表弟及同一時代的卡斯蒂利亞國王胡安一世下場一樣。因為胡安一世沒有留下子嗣繼承王位，他的弟弟馬蒂諾一世接替成為阿拉貢國王。然而，他的兩個女兒都活到成年。